# グライフスヴァルト

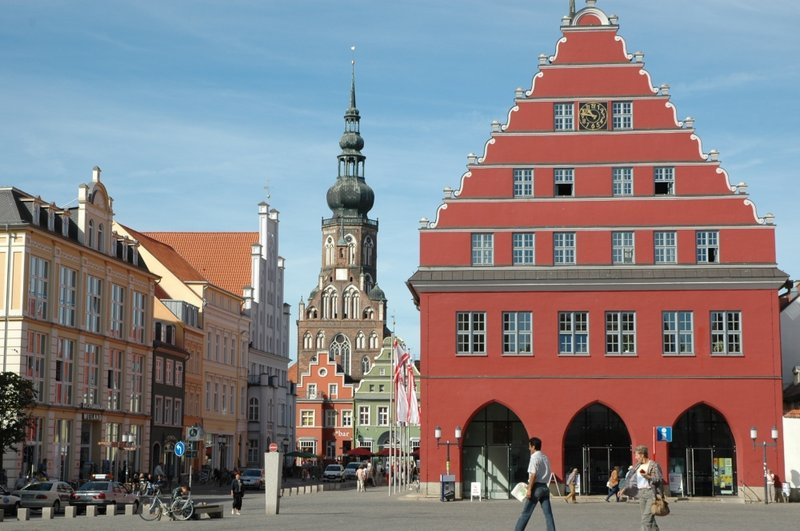
街の風景

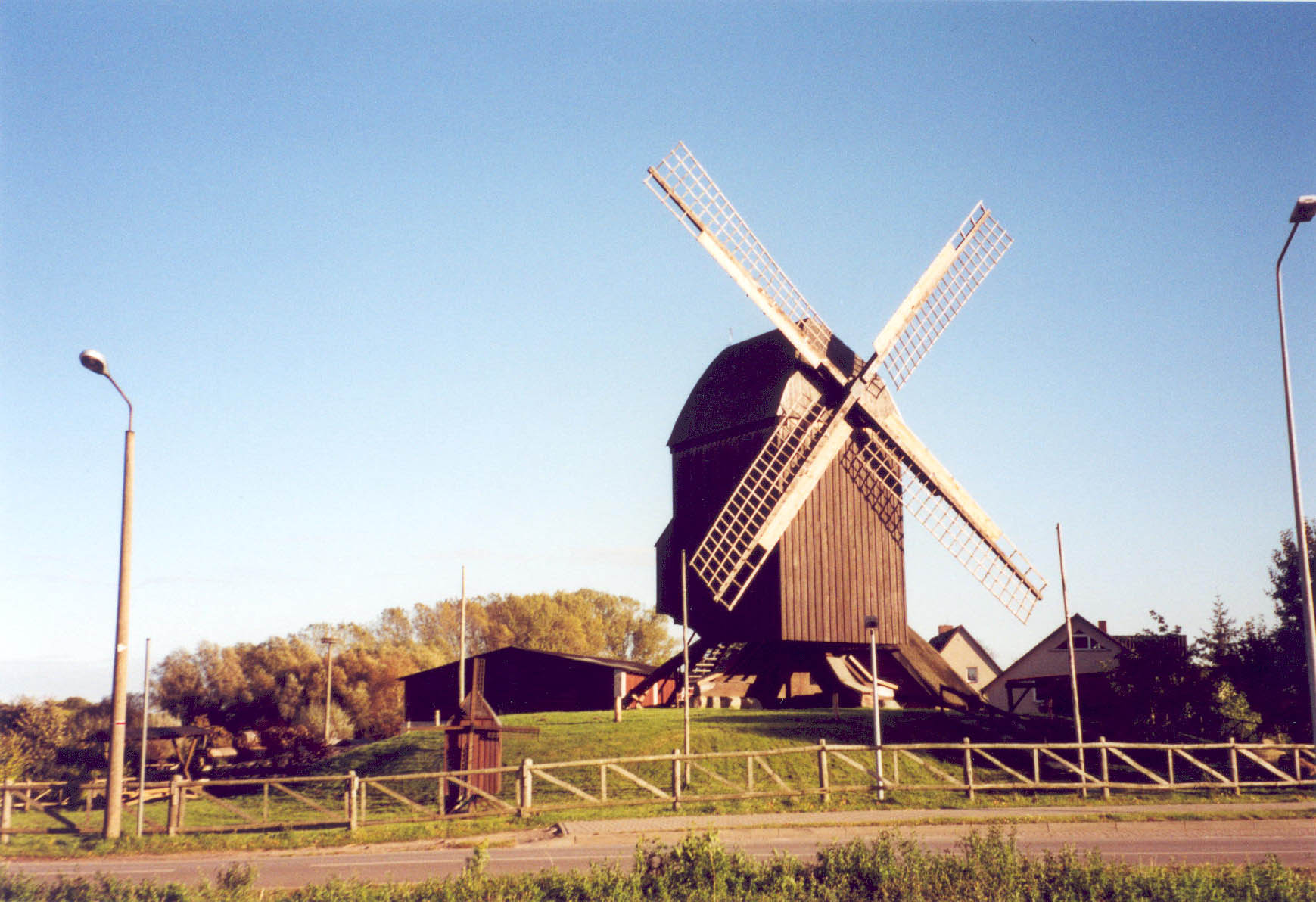
郊外の風車

カスパー・ダヴィット・フリードリヒの絵画

グライフスヴァルト (Greifswald) は、ドイツ連邦共和国の都市。メクレンブルク＝フォアポンメルン州に属する。人口は約5万4千人（2008年）で、同州第5の都市である。グライフシュヴァルトとも表記される。ドイツ・ロマン主義の代表的な画家であるカスパー・ダーヴィト・フリードリヒの出身地である。
1995年より、当市の公式名は "Universitäts- und Hansestadt Greifswald"（英: University and Hanseatic City of Greifswald、日: 大学とハンザ都市グライフスヴァルト）となった。また、2011年9月に郡市再編成が実施され、それまで郡から切り離された郡独立市であったグライフスヴァルトは、新しく起立されたフォアポンメルン＝グライフスヴァルト郡に編入され、その郡都となった。

## 地勢・産業
バルト海沿岸、リック川河口に位置する港湾都市。かつてはハンザ都市として繁栄した。近隣の都市としては、約30キロ北西にシュトラールズントが位置する。
マックス・プランクプラズマ物理学研究所による、世界最大のステラレータタイプの核融合実験炉、ヴェンデルシュタイン7-Xが設置されている。

## 歴史
13世紀に成立した。1250年に都市特権を経て、1278年にハンザ同盟に加盟した。17世紀、三十年戦争の結果スウェーデンに割譲されたが、19世紀初頭にプロイセン王国の支配下に入った。第二次世界大戦後、東ドイツ政府のもとで原子力発電所を建設した。しかし、東西ドイツ統一にともない、安全性などの観点から発電所は閉鎖された。

## 文化
グライフスヴァルト出身のカスパー・ダヴィット・フリードリヒが、この街を題材として多くの作品を残した。また、作家のハンス・ファラダもグライフスヴァルトの出身である。

## 姉妹都市
- コトカ、フィンランド 1959年
- オスナブリュック、ドイツ 1988年
- ルンド、スウェーデン 1990年
- ハーマル、ノルウェー 1997年
- ゴレニュフ、ポーランド 2006年
- ニューポートニューズ、アメリカ合衆国 2007年
- シュチェチン、ポーランド 2010年

## 出身有名人
- カスパー・ダーヴィト・フリードリヒ - 画家
- ハンス・ファラダ - 作家
- トニ・クロース - サッカー選手
- フェリックス・クロース - サッカー選手
- セバスチャン・シルベスター - 格闘家
- ジョセフ・ソマー - 俳優
- ロビン・ゾルコーヴィ - フィギュアスケーター
- ヨハン・ロードベルトゥス - 経済学者

## 引用
1. ↑  Statistisches Amt M-V – Bevölkerungsstand der Kreise, Ämter und Gemeinden 2023 (XLS-Datei)